# Turistická značená trasa 7213
 Turistická značená trasa 7213 je 5 km dlouhá žlutě značená trasa Klubu českých turistů v okrese Trutnov spojující Pec pod Sněžkou a Lesní boudu. Její převažující směr je jihozápadní. Horní část trasy se nachází na území Krkonošského národního parku.

## Průběh trasy
Počátek trasy se nachází na rozcestí v centru Pece pod Sněžkou, kde přímo navazuje na rovněž žlutě značenou trasu 7215 od Husovy boudy, prochází tudy
červeně značený Okruhem Zeleným a Modrým dolem, modře značená trasa 1813 z Malé Úpy na Obří sedlo včetně její stejně značené odbočky 1812 do Černého Dolu a zeleně značená trasa 4250 ze Spáleného Mlýna, na kterou zde navazuje stejně značená trasa 4206 do Špindlerova Mlýna.
Trasa 7215 vede nejprve zástavbou Pece pod Sněžkou k jihozápadu v souběhu s dalšími trasami, které se postupně odpojují až do místního skiareálu. Po asfaltové komunikaci postupně míjí spodní stanice místních lanových drah a vleků a stoupá lesem jihovýchodním svahem Liščí hory přičemž často mění směr. Končí na rozcestí nad Lesní boudou s červeně značenou trasou 0407 z Černé hory k Chalupě na Rozcestí.

## Voreithova cesta
Voreithova cesta je krkonošská cesta, která se v nadmořské výšce asi 990 metrů odpojuje od silniční komunikace Pec pod Sněžkou – Lučiny a stoupá lesem přibližně jihozápadním směrem k Lesní boudě. Trasa 7213 jí využívá v celé délce. V současné době má charakter asfaltové komunikace.

## Turistické zajímavosti na trase
- Skiareál Pec pod Sněžkou
- Lanová dráha Zahrádky expres
- Lanová dráha Pec pod Sněžkou – Hnědý vrch
- Lesní bouda